# 테트라고니디움과
테트라고니디움과(Tetragonidiaceae)는 은편모조류과의 일종이다. 테트라고니디움목(Tetragonidiales)의 유일한 과로 2개 속에 2종을 포함하고 있다.

## 하위 속
- Bjornbergiella Bicudo
  - Bjornbergiella hawaiiensis Bicudo
- 테트라고니디움속 (Cryptomonas) Pascher
  - 테트라고니디움 베루카툼 (Tetragonidium verrucatum) Pascher